# Rogny
 Rogny  es una población y comuna francesa, en la región de Picardía, departamento de Aisne, en el distrito de Vervins y cantón de Vervins.

## Demografía
| 179 | 142 | 138 | 138 | 129 | 116 |
| Para los censos de 1962 a 1999 la población legal corresponde a la población sin duplicidades (Fuente: INSEE [Consultar]) |     |     |     |     |     |